# Tai Dam
Die Tai Dam (oder Thai Dam; thailändisch ไตดำ oder ไทดำ; in Thailand auch ไทยทรงดำ, Thai Song Dam, ไทยโซ่ง, Thai Song, oder ลาวโซ่ง, Lao Song genannt; vietnamesisch Thái Đen) sind eine Volksgruppe in Südostasien. Sie gehören zur Familie der Tai-Völker. Der Name Tai Dam bedeutet „schwarze Tai“ und leitet sich von der traditionellen schwarzen Kleidung ab. Sie sind eng mit den Tai Don (oder Tai Kao, „weiße Tai“) verwandt. Ihre gleichnamige Sprache gehört zur Gruppe der südwestlichen Tai-Sprachen, zu denen auch das Thailändische gehört.

## Verbreitung
Etwa 700.000 Tai Dam leben im Nordwesten von Vietnam, vorwiegend entlang des Roten und des Schwarzen Flusses in der Provinz Điện Biên, wo sie mit anderen Tai-Gruppen die Bevölkerungsmehrheit stellen. Die vietnamesische Regierung ordnet sie als Teil der Thái-Nationalität ein. Das heutige Điện Biên Phủ war früher das Zentrum des Tai-Dam-Fürstentums Müang Thaeng, das zur Konföderation Sip Song Chu Thai gehörte. Ende des 18. Jahrhunderts wurde es vom laotischen Königreich Vientiane erobert. Infolgedessen wurden Tai Dam als Fronarbeiter ins heutige Laos und Thailand verschleppt.
In Laos werden die Tai Dam zu den Lao Thai gezählt und hatten bei der Volkszählung 1995 eine Bevölkerungsgröße von 50.000 Menschen. Ihre Siedlungsgebiete sind über den Norden und die Mitte des Landes verstreut. In Thailand gibt es ein Dorf, Ban Na Pa Nat im Amphoe Chiang Khan, Provinz Loei nahe der Grenze zu Laos, in dem etwa 700 Tai Dam leben. Etwa 30.000 Nachkommen der deportierten Tai-Dam-Kriegsgefangenen, die als Thai Song oder Lao Song bezeichnet werden, leben außerdem in den Provinzen Phetchaburi, Kanchanaburi, Nakhon Pathom, Phitsanulok und Nakhon Sawan. In China leben im Südosten der Provinz Yunnan, insbesondere im Autonomen Kreis Jinping des Autonomen Bezirks Honghe, 10.000 Tai Dam. Die chinesischen Behörden betrachten die Tai Dam als Teil der Dai-Nationalität.
Infolge des Indochinakriegs (Schlacht um Điện Biên Phủ 1954) verließen viele Tai Dam ihr ursprüngliches Siedlungsgebiet. Ihre Nachkommen leben im US-Bundesstaat Iowa, in Frankreich und Australien.